# Bangladés en los Juegos Olímpicos de Los Ángeles 1984
Bangladés estuvo representado en los Juegos Olímpicos de Los Ángeles 1984 por un deportista masculino que compitió en atletismo.
El portador de la bandera en la ceremonia de apertura fue el atleta Saidur Rahman Dawn. El equipo olímpico bangladesí no obtuvo ninguna medalla en estos Juegos.